# Vinh nemzetközi repülőtér
A Vinh nemzetközi repülőtér (IATA: VII, ICAO: VVVH) Vietnám egyik nemzetközi repülőtere, amely Vinh közelében található. Éves utasforgalma 1 800 000 fő (2018).

## Futópályák
A repülőtér futópályái:
- 17/35 (2400 m, 45 m, aszfalt)

## Forgalom
Az utasforgalom az elmúlt években az alábbi módon változott:
| Utasok száma | 635 277 | 917 638 | 1 222 698 | 1 300 000 | 1 563 387 | 1 800 000 | 1 800 000 |
|              | 2012    | 2013    | 2014      | 2015      | 2016      | 2017      | 2018      |

## Légitársaságok és úticélok
| Légitársaság                       | Célállomások                                                                   |
| ---------------------------------- | ------------------------------------------------------------------------------ |
| Bamboo Airways                     | Buon Ma Thuot, Can Tho, Con Dao, Da Lat, Hanoi, Ho Chi Minh City, Quy Nhon     |
| Pacific Airlines                   | Ho Chi Minh City, Nha Trang                                                    |
| VietJet Air                        | Buon Ma Thuot, Can Tho, Da Lat, Da Nang, Ho Chi Minh City, Nha Trang, Phu Quoc |
| Vietnam Airlines                   | Buon Ma Thuot, Can Tho, Da Lat, Hanoi, Ho Chi Minh City, Nha Trang, Phu Quoc   |
| Vietnam Airlines operated by VASCO | Hanoi                                                                          |